# آناتولی شارپناک
آناتولی شارپناک (انگلیسی: Anatoly Sharpenak؛ زاده ۷ مارس ۱۸۹۵ درگذشته ۷ مارس ۱۹۶۹) یک دانشمند در زمینه زیست‌شیمی بود. 